# Amiri Kurdi
Amiri Kurdi (in arabo العامري الكردي‎?; Riyad, 11 settembre 1991) è un calciatore saudita, di ruolo difensore, attualmente svincolato.

## Carriera
Ha giocato nella massima serie greca ed in quella saudita.

## Palmarès

### Club

#### Competizioni nazionali
- Campionato saudita: 1

Al-Hilal: 2019-2020
- Coppa del Re dei Campioni: 1

Al-Hilal: 2019-2020

#### Competizioni internazionali
- AFC Champions League: 1

Al-Hilal: 2019